# Mary Nzimiro
Mary Nzimiro, née Mary Nwametu Onumonu, née le 16 octobre 1898 et morte le 16 janvier 1993, est une femme d'affaires, une politicienne et une militante nigériane.
En 1948, elle est nommée représentante principale de la United Africa Company (UAC) pour l'est du Nigeria, tout en maintenant ses propres points de vente de textiles et de cosmétiques à Port Harcourt, Aba et Owerri. Au début des années 1950, elle figure parmi les personnes les plus riches d'Afrique de l'Ouest, devenant résidente de la rue Bernard Carr à Port Harcourt. Sur le plan politique, elle est membre du Conseil national du Nigeria et du Cameroun, devient membre de son comité exécutif en 1957 et vice-présidente de la NCNC Estern Women's Association en 1962. Pendant la guerre civile nigériane (1967-1970), elle réunit et organise un groupe de femmes Igbo pour soutenir les Biafrans. En conséquence, elle perd la plupart de ses biens à Port Harcourt et retourne dans son Oguta natal où elle décède en 1993,,.

## Jeunesse
Née le 16 octobre 1898 à Oguta, dans l'État d'Imo, Mary Nwametu Onumonu est la fille du chef Igbo Onumonu Uzoaru, un sous-chef colonial, et de sa femme Ruth, une commerçante prospère de produits de la palme. Première de six enfants, elle fréquente l'école du Sacré-Cœur d'Oguta, puis l'école du couvent d'Asaba, où elle obtient son diplôme en 1920.
Peu de temps après, elle épouse Richard Nzimiro qui travaille comme commis pour l'UAC,.

## Carrière

### Un commerce florissant
Formée au commerce par sa mère, lorsque le travail de son mari les emmène à Illah, elle se lance dans le commerce du sel et de l'huile de palme qu'elle revend sur les marchés de Nkwo et Eke.
Ils déménagent à Onitsha et Opobo, avant de s'installer finalement à Port Harcourt au milieu des années 1940. Son mari abandonne son travail de bureau pour aider Mary Nzimiro dans ses affaires. Dans la ville commercialement développée, elle développe son affaire autour du commerce de textiles, de poudre à canon et de cosmétiques.
En raison de son sens des affaires et de sa réputation de fiabilité, elle devient agent de l'UAC et obtient le rôle de principal ereprésentante de l'entreprise pour la région orientale du Nigéria en 1948. À ce titre, elle vend des lots de marchandises en vrac à des grossistes et des revendeurs au détail au Nigéria, au Ghana et en Sierra Leone. Elle ouvre également ses propres points de vente de textiles et de cosmétiques à Port Harcourt et dans les villes voisines.
Les directeurs de l'UAC l'envoie plusieurs fois en voyage d'affaires à Londres, Manchester et Glasgow. Elle profite ouvre deux stations-service, l'une avec Agip à Port Harcourt, l'autre avec Total à Lagos.

### Participation philanthropique
Mary Nzimiro devient l'une des personnes les plus riches d'Afrique de l'Ouest avec plusieurs actifs immobiliers à Port Harcourt, y compris sa propre résidence dans la rue Bernard Carr de la ville. Elle offre des bourses aux étudiants et aide nombre de ses apprenties à entrer elles-mêmes en affaires.
Avec son mari, elle ouvre en 1945 une école à Oguta, rebaptisée plus tard Priscilla Memorial Grammar School en mémoire de sa fille Priscilla Nzimiro décédée peu après avoir obtenu son diplôme de médecine à l'Université de Glasgow. En 1966, à la suite du décès de son mari (1959), elle crée l'école secondaire Nzimiro Memorial Girls.

### Activisme politique
Sur le plan politique, elle est membre du Conseil national du Nigeria et du Cameroun, devient membre de son comité exécutif en 1957 et vice-présidente de la NCNC Eastern Women's Association en 1962. 
Pendant la guerre civile nigériane (1967-1970), elle réunit et organise un groupe de femmes Igbo pour soutenir les Biafrans. Elle perd ensuite la plupart de ses biens à Port Harcourt et retourne dans son Oguta natal où elle meurt le 16 janvier 1993 à l'âge de 95 ans.